# Jimmy Wopo
Travon DaShawn Frank Smart (Pittsburgh (Pensilvania), 13 de enero de 1997-ib. 18 de junio de 2018), más conocido por su nombre artístico Jimmy Wopo , fue un rapero estadounidense. 
Wopo era un afiliado del rapero Wiz Khalifa y su sello Taylor Gang . Hizo su primera aparición de alto perfil con su sencillo de 2016, "Elm Street", producido por Stevie B, que Complex incluyó en la lista "'Bout to Blow: 10 Dope New Songs You Should Be Hearing Everywhere Soon". Tras ese éxito, colaboró con varios raperos destacados, incluidos Wiz Khalifa, Sonny Digital , 21 Savage y más.  Después de recibir una firma conjunta de Mike Will Made It , el dúo de rap Rae Sremmurd llevó a Jimmy a actuar durante su presentación en la parada de Pittsburgh del SremmLife 2 Tour.  Wopo fue asesinado en un tiroteo desde un vehículo el 18 de junio de 2018 en el distrito Hill de Pittsburgh.

## Carrera
En enero de 2015, Wopo comenzó a subir pistas originales a su cuenta de SoundCloud. Taylor Maglin, propietario del blog The Daily Loud , con sede en Pittsburgh , se asoció con él y comenzó a publicitar su música. Este impulso adicional lo ayudó a acumular millones de visitas en sus videos musicales en su canal de YouTube. Uniéndose a la ola del éxito viral de Wopo, el blog de hip hop urbano WorldStarHipHop estrenó en exclusiva cinco de sus videos musicales en 2016. El 24 de julio de 2016, estrenó su proyecto debut, Woponese , en Daily Loud. Este mixtape de 8 pistas incluía el sencillo "Back Door", que presenta a Sonny Digital . En octubre de 2016,Riff Raff eligió a Wopo para una función en la pista "Stay Away from You" en su mixtape de Balloween .  El 25 de noviembre de 2016, lanzó un álbum conjunto con su compañero el rapero Hardo, radicado en Pittsburgh. Este proyecto de nueve pistas contó con ShadyHigler, 21 Savage y Wiz Khalifa .
Hasta cincuenta canciones completas e inéditas se lanzarán póstumamente, según el gerente de Wopo.

## Problemas legales
El 7 de febrero de 2016, Wopo fue arrestado durante una parada de tráfico en el condado de Washington, Pensilvania . La policía arrestó a Wopo y a otras dos personas después de encontrar dos bolsas con sello de presunta heroína y una pequeña cantidad de marihuana. Fue procesado por cargos de drogas y por consumo de alcohol por menores de edad y fue enviado a la cárcel con una fianza de $ 25,000. Más tarde, mientras estaba fuera, Wopo aterrizó en la cárcel debido a una violación de la libertad condicional. Wopo no informó a los funcionarios de su viaje al estado de Nueva York, donde fue capturado y encarcelado por tales cargos. Mientras estaba en la cárcel, escribió un álbum, Back Against The Wall , que grabó el primer día que salió de la cárcel.

## Asesinato
A última hora de la tarde del 18 de junio de 2018, aproximadamente a las 4:22 p. m., un hombre armado pasó en un automóvil, bajó la ventanilla y abrió fuego contra el vehículo de Wopo cuando se detuvo en una carretera en el vecindario de Hill District de Pittsburgh , golpeando a Wopo. y un pasajero masculino durante un tiroteo desde un vehículo y luego matando a Wopo.  El pasajero sobrevivió a sus heridas, pero Wopo murió después de ser trasladado de urgencia a un hospital local en una ambulancia. Tenía 21 años. Dejó tres hijos, Aubree, Tru'Love y Travon Jr.

## Discografía
- Woponese (2016)
- Trapnese (2016) (con Hardo)
- Jordan Kobe (2017)
- Contra la pared (2017)